# 岡野功
岡野 功（おかの いさお、1944年（昭和19年）1月20日 - ）は、日本の柔道家、流通経済大学名誉教授。1964年（昭和39年）東京オリンピック柔道男子80kg級金メダリスト。身長170cm。体重80kg。

## 来歴・人物
茨城県龍ケ崎市出身。福井英一の漫画『イガグリくん』に影響を受け中学から柔道を始める。茨城県立竜ヶ崎第一高等学校卒業。中央大学法学部に在学中の1964年（昭和39年）、東京オリンピックに中量級の日本代表として出場し、金メダルを獲得した。1965年（昭和40年）の世界選手権でもオール一本勝ちで優勝し、21歳で柔道中量級における世界のトップ選手となる。1972年の(昭和47年)全日本柔道選手権覇者でミュンヘンオリンピック中量級で金メダルを獲得した関根忍とは同学年のライバルであった。関根が2018年(平成30年))に死去した際には、葬儀で友人代表として弔辞を読んでいる。
1967年（昭和42年）には全日本選手権で博報堂の佐藤宣践を左一本背負投の技ありで破って優勝し、中量級選手としては当時史上初となる柔道三冠を獲得した。しかし直後の日ソ親善試合で右肩を負傷したため、同年8月にソルトレイクシティで開催された世界選手権への出場は辞退した。1968年（昭和43年）、全日本選手権では大阪府警の松阪猛に破れたものの準優勝、さらに1969年（昭和44年）では警視庁の前田行雄を小内刈の技ありで破って優勝と、3年間連続で体重無差別の全日本選手権において決勝に進出した事は、身長170cm、80kg以下の体重を考慮すれば特筆すべき偉業である（80kg以下の体重は、歴代の全日本選手権の優勝者では関根忍と並び最軽量。講道館の機関紙『柔道』1969年5月号の全日本選手権出場者名簿によれば、170cm、79kgとある）。マスコミから「昭和の三四郎」と称された。
右の釣込腰から次第に背負投、左の袖釣込腰から次第に一本背負投に進化させ左右の担ぎ技を得意技とした。大きな相手には、小内刈、大内刈などの足技、相手の内股や大外刈を返す掬投や横車などを武器に体重差を克服した。また奥田義郎やソ連の選手に寝技で敗れた経験から、寝技も鍛錬し、立って良し、寝て良しと当時の柔道界で評価された。中央大学卒業後は松本安市の口添えで天理大学助手となり、武道専門学校出身で京都府警師範の細谷文男から本格的な寝技を学ぶなど当時は交流の少ない関西独特の柔道を修行し、その後、日本武道館へ移籍して東京へ戻った。特定の学閥に属さない姿勢は、一線級の選手達には評価され、引退後の1970年(昭和45年)に創設した正気塾には派閥や国籍に関係なく塾生が集まった。塾生にはのちにオリンピックや世界選手権で活躍する二宮和弘、西村昌樹、上口孝文らがいた。ただし、その姿勢は日本柔道界からは異端児と見られることも多く、実績と功績から観れば日本の柔道界では不遇な扱いをされている（例えば、同じく柔道三冠で遥か後輩の上村春樹九段や山下泰裕九段などに対して、柔道六段から昇段が止まっている）。
1964年東京オリンピックで岡野が使った得意の絞め技に両者が横転する形で絞める送襟絞がある。当時この技は知られていなかったため、主審は相手選手の「抑え込み」を宣誓するという珍事が起きている（相手選手が失神したため主審が気付き、岡野の勝利とした）。これは奥田義郎が佐藤宣践を試合で絞め落とした「ネズミ捕り」という、相手を抑込技崩上四方固に誘い込み、自分が下になりながら絞める技を参考に工夫したと本人が語っている。なお、総合格闘技でアントニオ・ホドリゴ・ノゲイラが使い有名になったスピニングチョークと同じ技との誤解があるが違う技である。岡野の技は相手の襟で絞めている。
特に「後の先」という、相手を追い込んで技を掛けさせ、その力を利用して一本を取るという理念を実践し、後進にも指導している。

## 引退後
25歳で“体力の限界”として突如引退した後は、1970年（昭和45年）に正気塾（のちの流通経済大学柔道部の合宿施設）を設立した。のちに世界チャンピオンとなる二宮和弘や津沢寿志らを育て上げた。1973年（昭和48年）のスイス・ローザンヌの世界選手権では日本代表チームのコーチとして参加し、6階級全ての金メダル獲得に貢献した。1976年（昭和51年）のモントリオールオリンピックでは、日本柔道界悲願の無差別級金メダルを上村春樹が獲得し、6階級で金メダル3個、銀及び銅各1個となるも、大会後、日本代表チームのコーチを更迭された。その後も慶應義塾大学（1989年（平成元年） - 1998年（平成10年））、東京大学（1989年（平成元年） - 2000年（平成12年））、中央大学（2014年（平成26年） -  ）の柔道部で師範を歴任し、流通経済大学スポーツ健康科学部の教授、体育指導センター所長及び柔道部部長として後進の指導にあたり、流通経済大学名誉教授に就任した。

## 『バイタル柔道』
全日本のコーチ時代に出版した2冊の『バイタル柔道』は、日本柔道が階級内で勝てばよしとし、技が単純化する傾向を見て抱いた危機感から執筆した。空手やキックボクシング界で撮影をしていたカメラマン松永秀夫を起用し、一つの技あたり5枚から場合によっては10枚以上の連続写真を掲載し、解説は簡単なものにとどめた。そうして多少型が崩れていても技をかける一連の流れを重視した。

## 主な戦績
- 1961年 - インターハイ 無差別 3位
- 1962年 - 優勝大会 3位
- 1963年 - プレオリンピック大会 中量級 優勝
- 1964年 - モスクワ国際 中量級 優勝
- 1964年 - 東京オリンピック 中量級 優勝
- 1965年 - 世界選手権 中量級 優勝
- 1966年 - 選抜体重別 中量級 優勝
- 1967年 - 全日本選手権 優勝
- 1968年 - 全日本選手権 2位
- 1969年 - 全日本選手権 優勝

## 著書
- 『バイタル柔道―投技編』 日貿出版社 (初版1972年（昭和47年）)　佐藤哲也（共著）
  - 当時、柔道の教本では背負い投げといえば作り、崩し、掛けの3つの動作を1・2種類解説する程度であったが、本書では例えば背負い投げだけでも7種類、連続技を含めれば二桁の異なる動作を説明し、それらが全て当時の一線級選手の得意技であり、かつその選手自身が実演するという内容で、特に一線級の選手に接する機会のない地方の大学、高校の指導者及び部員の必読の書になった。
- 『バイタル柔道―寝技編』 日貿出版社 (初版1975年（昭和50年）)
  - 実戦において寝技で一本を取るための、使える寝技をパターン別に解説している。投技編に引き続き、寝技の名手である佐藤宣践や柏崎克彦など一線級の選手が惜しむことなくその得意技を披露している。
- 『柔道チャンピオン―剛力をねじふす』 ベストセラーズ（ワニブック） (初版1977年（昭和52年）)
  - 中学・高校生向きの内容で、著者の生い立ちから柔道との出会い、選手生活から現役引退までの自伝。
- 『底力人生を切り開け』 三笠書房　 (初版1982年（昭和57年）)　翻訳　ランス・ラーガー著　
  - アメリカ人実業家の著者が、いかに柔道精神をビジネス及び日常生活に生かすかを説いたものである。

## ビデオ
- 『バイタル柔道』（「得意技」「指導上達法」「柔道にかける情熱」全三巻　1996年（平成8年）発刊）